# The Giver

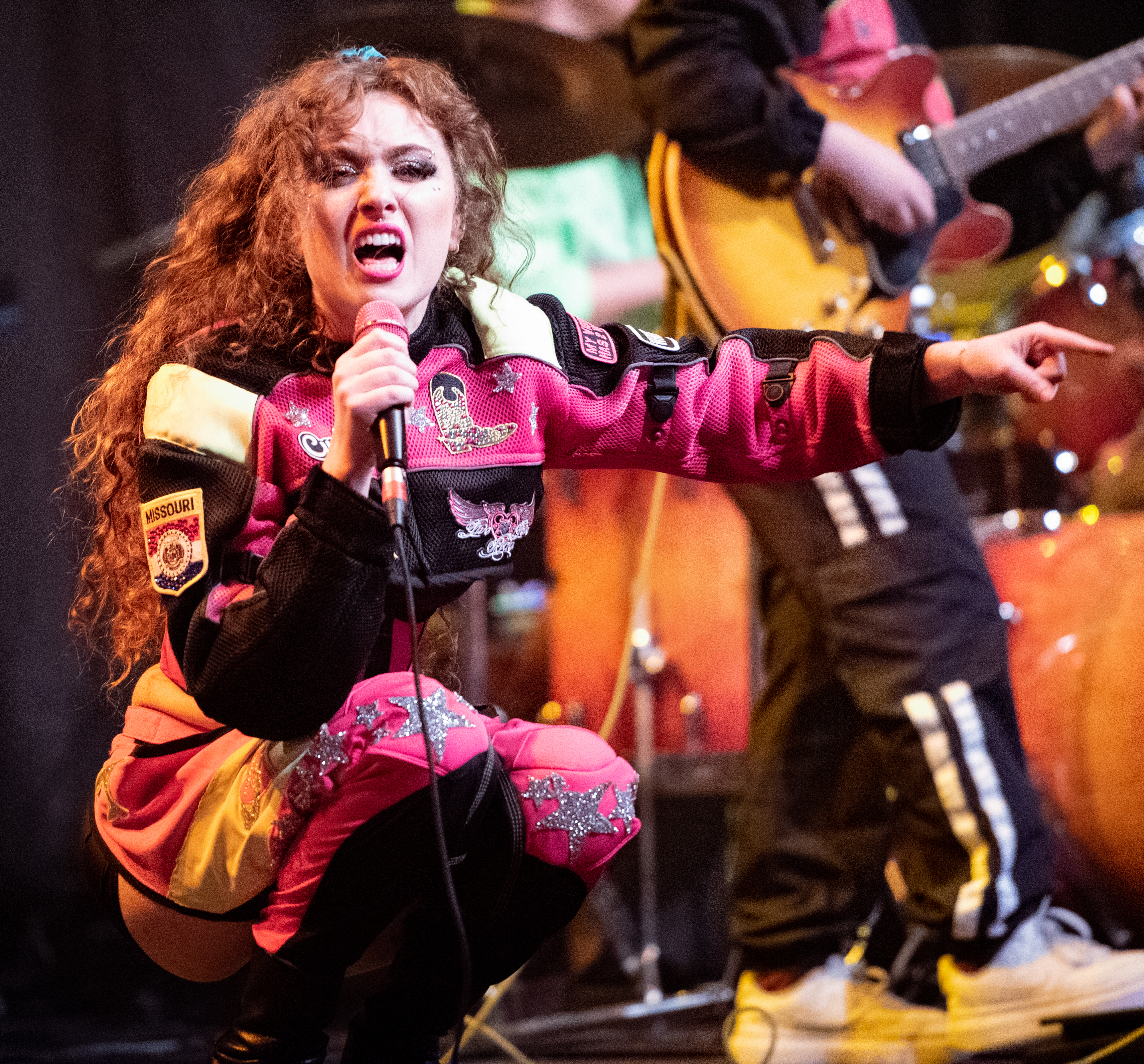
В марте Чаппелл Рон возглавила чарт Hot Country Songs с песней «The Giver», ее первым релизом в этом жанре

«The Giver» — песня американской певицы Чаппелл Рон, её первая песня в жанре кантри. Она была выпущена в качестве сингла на лейбле Amusement и Island Records 13 марта 2025 года. В песне, написанной Рон и её продюсером Дэном Нигро, звучат традиционные кантри-инструменты, включая скрипку, и откровенно рассказывается о лесбийской близости, пародируя общепринятые кантри-лирические нормы.
Впервые песня «The Giver» была исполнена вживую во время её дебютного выступления в качестве музыкального гостя на шоу Saturday Night Live (SNL) 2 ноября 2024 года. В течение нескольких месяцев, предшествовавших выходу песни, Рон рекламировала трек на рекламных щитах по всем Соединённым Штатам, на которых она появлялась в костюмах различных женщин с номером горячей линии 620-HOT-TO-GO. 13 марта 2025 года она выпустила песню «The Giver» в качестве сингла.
14 марта Рон также выпустила лирик-видео на песню в стиле телемагазина, разработанное её креативным директором Рамишей Саттар, в котором певица предстала в образах представителей различных профессий, таких как строитель, сантехник, стоматолог, детектив и адвокат. Песня получила одобрение критиков. Хотя Рон назвала «Save a Horse (Ride a Cowboy)» группы Big & Rich и «Chattahoochee» Алана Джексона влиянием на песню, различные музыкальные критики сравнили «The Giver» с музыкой The Chicks и Шанайи Твейн.

## Предыстория
Песня «The Giver» знаменует собой уход Чаппелл Рон в жанр кантри, критики описывают её как кантри и кантри-поп. В песне использованы традиционные инструменты кантри, включая скрипку, а традиционные лирические темы подменяются квиром. Рон сотрудничал с продюсером Дэном Нигро в процессе написания песни, делая упор на фортепианный подход к созданию структуры песни, прежде чем сосредоточиться на производстве. Рон назвала «Save a Horse (Ride a Cowboy)» группы Big & Rich и «Chattahoochee» Алана Джексона музыкальными влияниями на песню.
«В моем сердце есть особое место для музыки кантри», — написала Роан, уроженка Миссури в Instagram 4 марта. «Я выросла, слушая ее каждое утро и день в школьном автобусе, она звучала вокруг меня у костров, в продуктовых магазинах и караоке-барах… Я просто здесь, чтобы покружиться и исполнить небольшой гейский йодль для вас».

## Продвижение и релиз
Песня была впервые исполнена вживую во время дебютного выступления Рон на шоу Saturday Night Live (SNL), которое вёл комик Джон Мулейни 2 ноября 2024 года. Перед релизом она рассказала о песне во время сессии вопросов и ответов в Музее Грэмми, где описала процесс написания как возможность воссоединиться со своими корнями. Рон намекнула на песню и её тематический отход от предыдущих работ в социальных сетях, предположив начало новой эры в своей карьере. Нигро рассказал, что подготовка песни включала обширное исследование и творческий поиск тропов музыки кантри, хотя он воздержался от подробного описания конкретных влияний. Официальный релиз сингла ожидается после положительного приёма концертного дебюта.
На SNL песня «The Giver» была представлена как совершенно новая после исполнения «Pink Pony Club» с дебютного альбома 2023 года, The Rise and Fall of a Midwest Princess'. Живой дебют отличался тщательно продуманными декорациями и характерной драг-инспирированной эстетикой.

## Отзывы
| Оценки критиков | Оценки критиков |
| Источник        | Оценка          |
| --------------- | --------------- |
| Clash           | 9/10            |
| The Guardian    | [ 10 ]          |

Робин Мюррей из Clash поставил «The Giver» оценку 9 из 10, назвав её «захватывающим дух» кантри-попом. Он похвалил песню за глянцевое исполнение, сохранив при этом дерзкую и смелую сущность Рон. Тем временем Лора Снейпс из The Guardian поставила песне четыре звезды из пяти. Она назвала её «буйным весельем», сравнив с хитами The Chicks 1990-х годов. Тем временем Уолден Грин из Pitchfork сравнил «The Giver» с музыкой Шанайи Твейн. Он высоко оценил работу Нигро над песней, которая, по его словам, «грохочет как поезд и крутится как пикап», хотя и посетовал на отсутствие в конечном продукте рекламной фразы Рон во время её выступления на SNL («Только женщина знает, как правильно обращаться с женщиной»).
Выступление на SNL привлекло внимание сочетанием визуальных эффектов ретро-вестерна и современного тематического содержания. Комментаторы рассматривают «The Giver» в рамках более широкой тенденции увеличения представительства ЛГБТК+ в кантри-музыке, уподобляя усилия Рон усилиям таких исполнителей, как Брэнди Карлайл и Орвилл Пек.

## Живые выступления
Дебют «The Giver» на SNL включал в себя визуально отличительное представление, в котором Рон выступала с женской группой, одетой в джинсовые и гингемные наряды в стиле вестерн. Выступление отличалось разговорными междометиями, когда Рон обращалась непосредственно к аудитории. Критики описали выступление как яркое и отражающее её театральный стиль.

## Коммерческий успех
«The Giver» дебютировал на 2-м месте в чарте UK Singles Chart от 21 марта 2025 года, став четвертым синглом Роан и первым дебютом в десятке лучших в Великобритании.
Кроме того, в США песня Чаппелл Роан «The Giver» стартует на 5-м месте в Billboard Hot 100 и становится ее первым номером 1 в чарте Hot Country Songs. Автор-исполнительница открывает свой третий хит в топ-10 в Hot 100, после «Good Luck, Babe!», занявшего 4-е место в сентябре 2024 года, и «Pink Pony Club», достигшего 7-го места в марте 2025 года, неделю назад; в последнем чарте он занимает 9-е место. Роан стала третьей женщиной, дебютировавшей на первом месте в кантри-чарте Hot Country Songs после Бейонсе с «Texas Hold 'Em» (2024) и Биби Рексы с «Meant To Be» (вместе с Florida Georgia Line; 2017).
5 апреля сингл «Pink Pony Club» поднялся до 5-го места в Hot 100, став третьим её треком в топ-5.

## Чарты

### Еженедельные чарты
| Чарт (2025)                         | Высшая позиция |
| ----------------------------------- | -------------- |
| Австралия (ARIA)                    | 14             |
| Канада (Billboard Canadian Hot 100) | 10             |
| Бельгия/Фландрия (Ultratop 50)      | 37             |
| Германия (GfK)                      | 64             |
| Мир (Billboard Global 200)          | 10             |
| Ирландия (IRMA)                     | 5              |
| Нидерланды (Dutch Top 40)           | 26             |
| Нидерланды (Single Top 100)         | 67             |
| Новая Зеландия (Recorded Music NZ)  | 14             |
| Швеция (Sverigetopplistan)          | 52             |
| Швейцария (Schweizer Hitparade)     | 96             |
| Великобритания (OCC UK Singles)     | 2              |
| США (Billboard Hot 100) ·           | 5              |
| США (Billboard Adult Pop Airplay)   | 33             |
| США (Billboard Hot Country Songs)   | 1              |
| США (Billboard Pop Airplay)         | 35             |